# 加拿大人號列車
「加拿大人號」列車（英語：The Canadian）是加拿大一列客運城際鐵路列車，由維亞鐵路營運，東起安大略省多倫多聯合車站，西至卑詩省溫哥華太平洋中央車站。1955年4月24日由加拿大太平洋鐵路首次开通，初始东端终点为蒙特婁／多倫多，初始西端终点为溫哥華。維亞鐵路於1978年接手該項服務，再於1990年將運行區間縮短至多倫多和溫哥華之間，大部分路段並改用加拿大國家鐵路的路軌。

## 歷史

### 加拿大太平洋鐵路

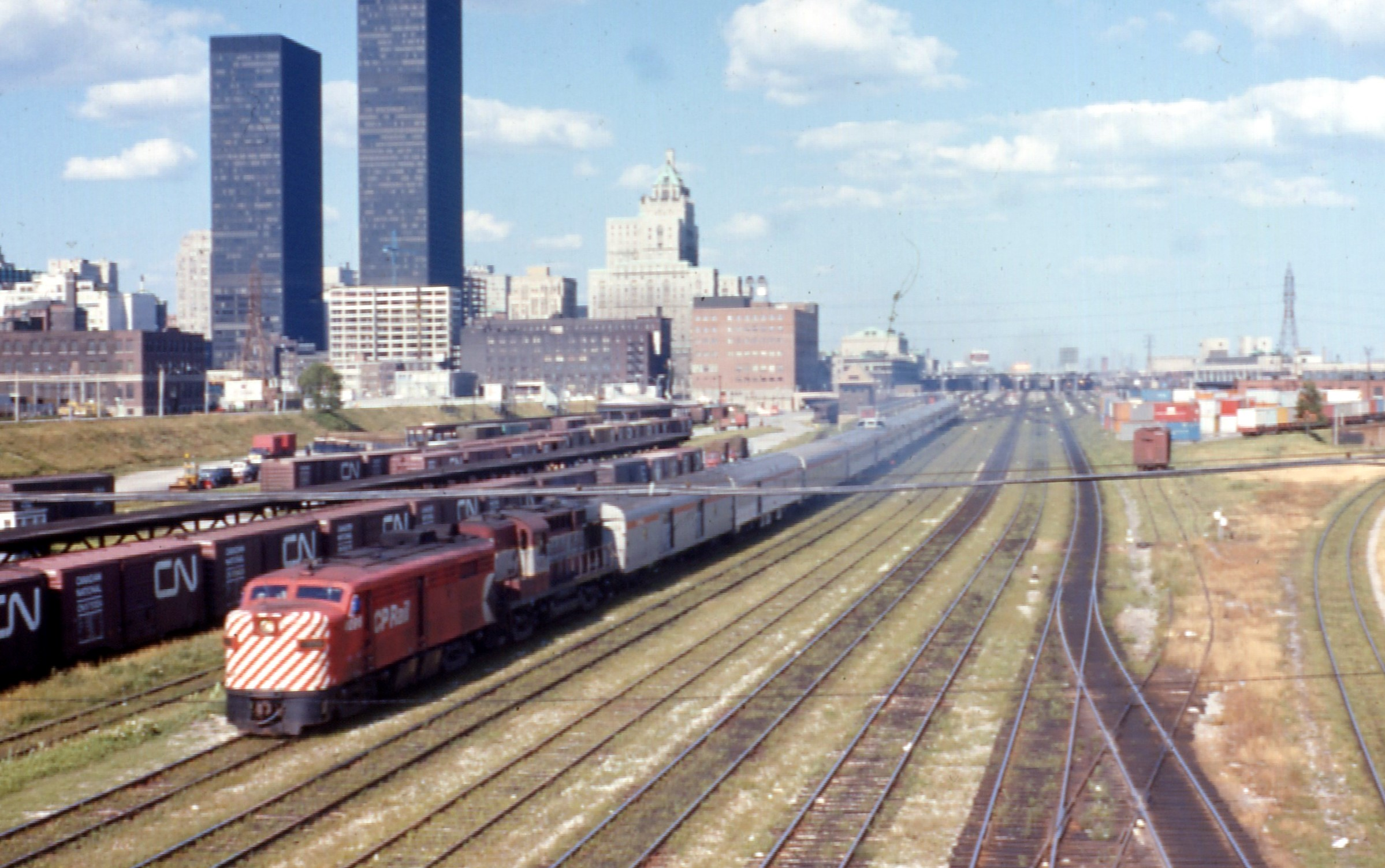
「加拿大人號」列車駛離多倫多聯合車站（攝於1970年）

加拿大太平洋鐵路（CPR）於1899年開辦「帝國特快號」列車（Imperial Limited），連接蒙特婁和溫哥華；列車名稱於1929年縮短為「帝國號」（The Imperial）。該公司亦於1931年增設「自治領號」列車（The Dominion），於31年和32年夏季連接多倫多和溫哥華。CPR隨後重組其鐵路服務，於1933年6月停運「帝國號」列車，將「自治領號」列車升格為該公司貫通加國東西的旗艦城際客車，並為「自治領號」列車增添一條支線往蒙特婁。
第二次世界大戰後，CPR考慮購入新鐵路車輛，當中包括方便乘客觀賞鐵路沿線風貌的圓頂卡車，並於1953年跟美國的巴德公司訂購155輛不鏽鋼車卡。新購車輛付運後，CPR開辦全新旗艦全國客車並將之定名為「加拿大人號」，1955年4月24日起投入服務。「加拿大人號」在安大略省薩德伯里以東分為兩段行駛：總站為蒙特婁並途經渥太華的列車編號為1號（西行）和2號（東行），而總站為多倫多的列車則編號為11號（西行）和12號（東行）。「加拿大人號」從蒙特婁西行往溫哥華的行程需時71小時，較「自治領號」少16小時。
隨著航空業在長途客運市場所佔的比率逐步上升，加上各地公路網逐步發展以及私家車漸趨普及，加拿大長途鐵路的載客量從1960年代起陸續下降，CPR因此於1966年停辦「自治領號」列車，並於1970年向聯邦政府申請停辦「加拿大人號」列車。該項申請雖被政府拒絕，但CPR仍將「加拿大人號」的班次減少。

### 維亞鐵路

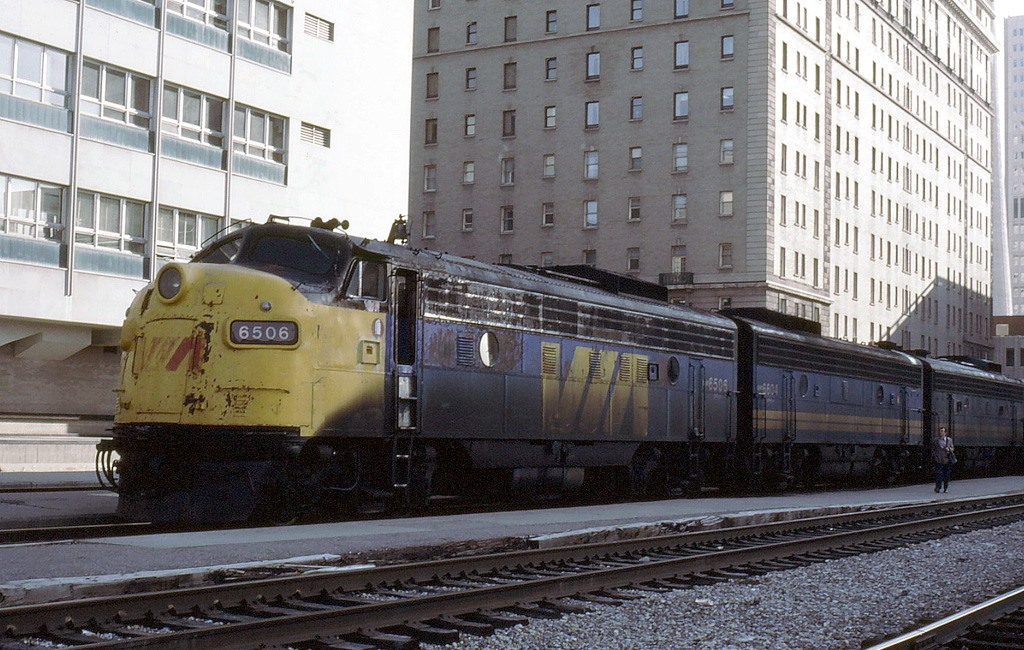
「加拿大人號」列車在卡加利停靠（攝於1982年）

維亞鐵路於1970年代中成立，以國有企業身份營運城際鐵路服務，並於1978年10月29日正式接管CPR的客運鐵路服務，「加拿大人號」列車自此成為維亞鐵路的旗艦全國城際客車。此外，維亞亦繼續營運原屬加拿大國家鐵路（CN）的「超級大陸號」列車（Super Continental），經較「加拿大人號」走線為北的CN鐵路主線連接加國東西。

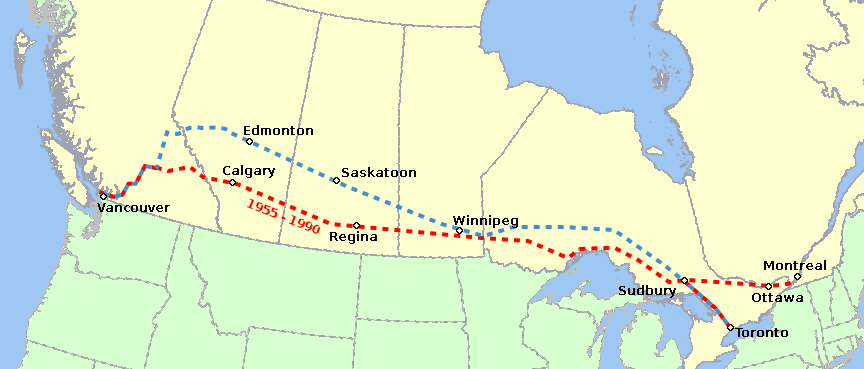
红线：旧路线；蓝线：新路线

聯邦政府於1990年度財政預算中削減對維亞鐵路的撥款，維亞因此停辦「超級大陸號」列車，而「加拿大人號」列車的走線則改經CN鐵路主線。坐落CN主線的沙斯加通和愛民頓因此得以保留城際鐵路服務，但坐落CPR走線的利載拿和卡加利則自此沒有城際客車停靠。此外，「加拿大人號」的班次亦從每日一班減至旺季每星期三班和淡季每星期兩班，而介乎薩德伯里和蒙特婁的路段亦取消。

## 外部連結
- （英文）（法文）Toronto-Vancouver train - Overview（页面存档备份，存于）－維亞鐵路網站 「加拿大人號」列車頁面